# Carl Schlechter
Carl Schlechter (* 2. März 1874 in Wien; † 27. Dezember 1918 in Budapest) war ein österreichischer Schachspieler.

## Leben
Carl Schlechter wurde in eine katholische Familie in Wien geboren; im Alter von 13 Jahren begann er mit dem Schachspielen. Sein erster und auch einziger Schachlehrer war der ungarische Schachkomponist Samuel Gold.
Die Wiener Schachzeitung berichtete 1898 über eine "Blindlingsvorstellung" von Carl Schlechter: "Sonntag, den 4. Dezember gab Herr Schlechter eine Probe seines ausgezeichneten Gedächtnisspieles, indem er sieben Partien gleichzeitig ohne Ansicht des Brettes spielte, von denen er vier gewann und drei remis machte." Und Das interessante Blatt zeigte ein Foto dieser erstaunlichen "Blindlingsproduktion des Schachmeisters Karl Schlechter im Wiener Schachclub".
Schon 1893 hatte Schlechter erstmals an einem Meisterturnier teilgenommen. In dem Viererturnier siegte er vor den starken Wiener Spielern Georg Marco und Adolf Zinkl. Darauf forderte ihn Marco zu einem Zweikampf heraus. Hier endeten alle 10 Partien remis. Schlechter gewann dreimal das Meisterturnier des Deutschen Schachbundes: 1900 (gemeinsam mit Harry Nelson Pillsbury und Géza Maróczy), 1904 in Coburg (gemeinsam mit Rudolf Swiderski und Curt von Bardeleben), 1905 das Österreichisch-Ungarische Turnier in Wien, 1906 die Internationalen Turniere in Stockholm und Ostende, 1908 die vielbesetzten Kaiser-Jubiläumsturniere in Wien und Prag, und 1910 das internationale Turnier in Hamburg. Seine stärkste Phase hatte Schlechter in den Jahren von 1906 bis 1911. In dieser Zeit lag er phasenweise auf Platz 2 der nachträglich berechneten Weltrangliste und erreichte im Jahr 1911 mit 2764 seine beste historische Elo-Zahl. Schlechter wurde ab 1910 Ehrenmitglied des Deutschen Schachbundes.
Im selben Jahr hatte er den langjährigen und schon als unbesiegbar geltenden Schachweltmeister Emanuel Lasker herausgefordert.
Bei diesem Kampf um die Weltmeisterschaft, der 1910 in Wien und Berlin ausgetragen wurde, stand Schlechter nur kurz vor einem Gewinn des Titels. Lasker gelang es erst durch einen Sieg in der zehnten und letzten Partie, den Kampf auszugleichen (1:1, unentschieden 8) und mit einem Remis seinen langjährigen Titel zu behaupten. In der letzten Partie hatte Schlechter die später nach ihm benannte Schlechter-Variante im Slawischen Damengambit angewandt. Diese Partie wurde wegen ihrer enormen sportlichen Bedeutung und ihres spannenden Verlaufs von vielen Großmeistern ausführlich analysiert, unter anderem von dem späteren Weltmeister Garri Kasparow in seiner Buchreihe My great predecessors (deutsch: Meine großen Vorkämpfer). Ein historischer Roman befasst sich kapitelweise mit jeder einzelner Partie des spektakulären Kampfes um den Weltmeistertitel im Kontext mit den Lebensbedingungen von Schlechters Familie im Wien der Jahrhundertwende.
Schlechter war ein Berufsschachspieler, der neben dem Schach über keine feste Einnahmequelle verfügte. Daneben war er auch ein begeisterter Dominospieler. Beim Schach galt er als ausnehmend fairer und ehrenhafter Spieler, der sich weigerte, einen unverdienten Vorteil wie etwa eine Verspätung des Gegners auszunutzen.
Carl Schlechter starb im Dezember 1918 nach einem Meisterturnier in Budapest an den Folgen von Unterernährung und einer Lungenentzündung.
1923 organisierten zwölf Schachmeister und frühere Brettgegner für ihren unvergessenen Kollegen Das erste Schlechter-Gedenkturnier in Wien.
Im Jahr 1995 wurde in Wien-Donaustadt (22. Bezirk) der Carl-Schlechter-Weg nach ihm benannt.

## Partiefragment aus der Weltmeisterschaft 1910
|   | a | b | c | d | e | f | g | h |   |
| 8 |   |   |   |   |   |   |   |   | 8 |
| 7 |   |   |   |   |   |   |   |   | 7 |
| 6 |   |   |   |   |   |   |   |   | 6 |
| 5 |   |   |   |   |   |   |   |   | 5 |
| 4 |   |   |   |   |   |   |   |   | 4 |
| 3 |   |   |   |   |   |   |   |   | 3 |
| 2 |   |   |   |   |   |   |   |   | 2 |
| 1 |   |   |   |   |   |   |   |   | 1 |
|   | a | b | c | d | e | f | g | h |   |

Von den 10 Partien gingen 8 remis aus. Die fünfte Partie gewann Schlechter, die 10. Lasker, so dass das Match unentschieden endete.
Schlechter hatte in der hier abgebildeten 5. Partie zwei Bauern geopfert, um Gegenspiel zu erhalten, doch objektiv gesehen hätte dies verlieren sollen – an dieser Stelle hatte Lasker jedoch die Gewinnstellung bereits wieder vergeben und war einem starken Angriff Schlechters ausgesetzt. Nach 53. Ta4–a8 gab Lasker kein Dauerschach beginnend mit 53. … De1–e5+, sondern stellte mit dem Gewinnversuch 53. … De1–b4 54. Kh2–g2 Db4–c5? die Partie ein: 55. Da2–a6! Tb5–b8 56. Ta8–a7+ Kc7–d8 57. Ta7xg7 Dc5–b6 58. Da6–a3! beließ Lasker ohne Verteidigung, weshalb er bei der Ausführung von 58. … Kd8–c8 aufgab.
Dieser Fauxpas von Lasker brachte Schlechter seit der 5. Partie mit 1:0 in Führung, die er erst in der 10. und letzten Matchpartie einbüßte, sodass er knapp den Weltmeistertitel verfehlte.  Die entscheidende 10. Partie ist im Artikel Schachweltmeisterschaft 1910 dargestellt.

## Beiträge von Carl Schlechter zur Schachliteratur
Er komponierte mehr als 170 Schachaufgaben, vorwiegend Zwei- und Dreizüger. Von 1892 bis 1918 gestaltete er die Schachrubrik in der Wiener Allgemeinen Sportzeitung. 1893 bis 1914 war er Redakteur der Schachecke in der Wiener Hausfrauen-Zeitung. Von 1912 bis 1916 überarbeitete er Bilguers Handbuch des Schachspiels und bereitete so die achte und letzte Auflage dieses Standardwerks der Schachtheorie vor, die 1922 erschien. Von 1899 bis 1918 war er Redakteur und schließlich Herausgeber der Deutschen Schachzeitung. Im Jahre seines Todes erschien die Publikation: "Die Budapester Verteidigung des Damengambits. Eine theoretische Studie von Carl Schlechter" (1918).